# Sinh vật huyền thoại

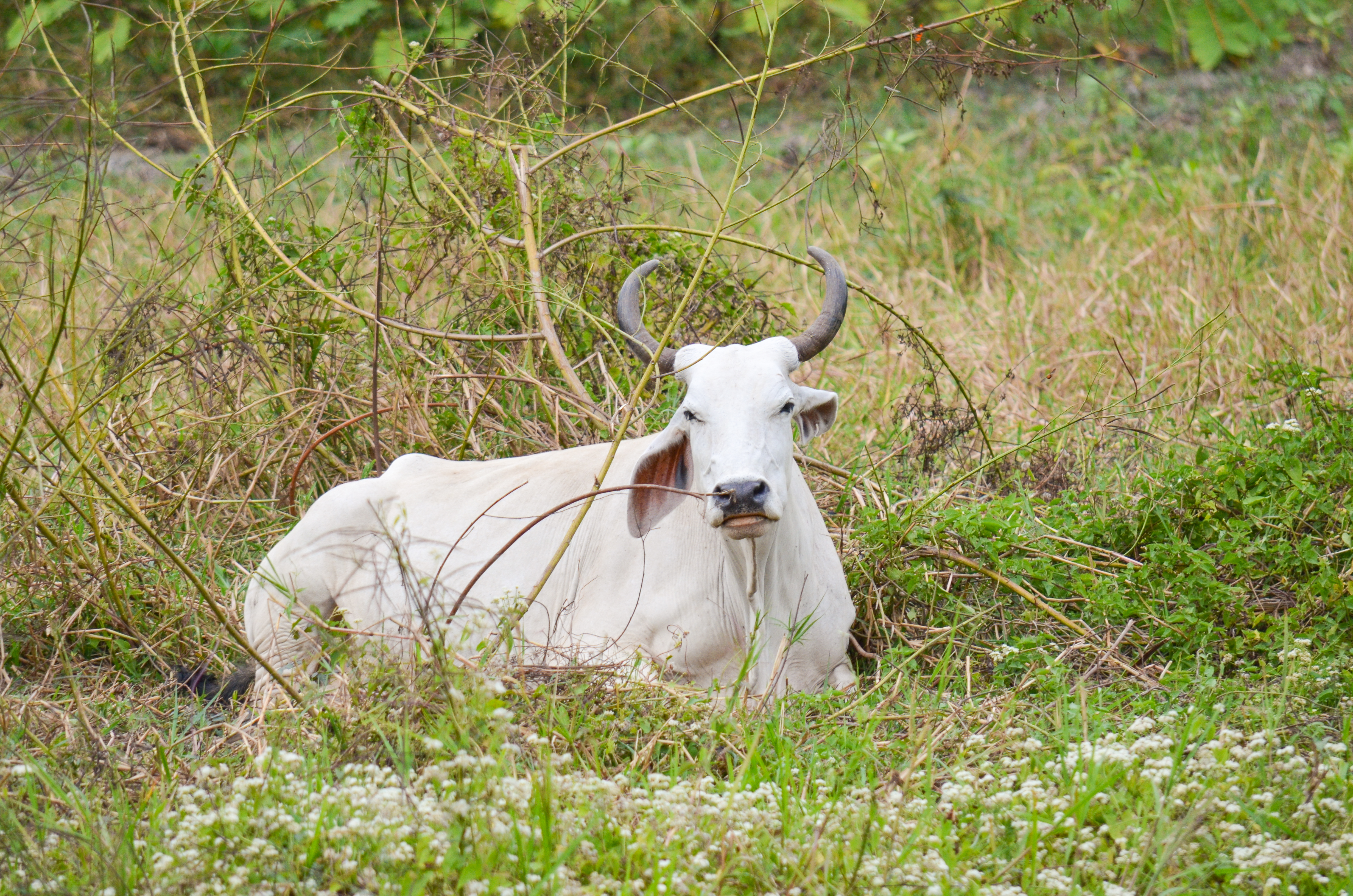
Bò trắng là sinh vật thần thoại trong văn hóa Ấn Độ cũng như trong Phật giáo, người Ấn Độ theo Ấn Độ giáo rất tôn sùng con bò và không giết mổ hay ăn thịt bò

Sinh vật huyền thoại hay sinh vật thần thoại là những sinh vật, thường là động vật được mô tả trong các câu chuyện phi lịch sử, trong văn hóa dân gian, những câu chuyện thần thoại hoặc những truyền thuyết, huyền kỳ chưa được xác minh và đôi khi liên quan đến các hiện tượng siêu nhiên. Những động vật huyền thoại khác, chẳng hạn như rồng, phượng, kỳ lân đã được ghi lại trong lịch sử tự nhiên của các học giả khác nhau của thời cổ đại. Do thiếu các hóa thạch của những sinh vật, tính xác thực của các bản ghi chép lịch sử đã được thẩm vấn bởi nhà động vật học hiện đại và còn rất nhiều nghi vấn. Một số các sinh vật thần thoại cũng có thể là những sinh vật kỳ bí (sinh vật thần bí hay sinh vật huyền bí) dù thuật ngữ này không đồng nghĩa với nhau.

## Thời Trung Cổ

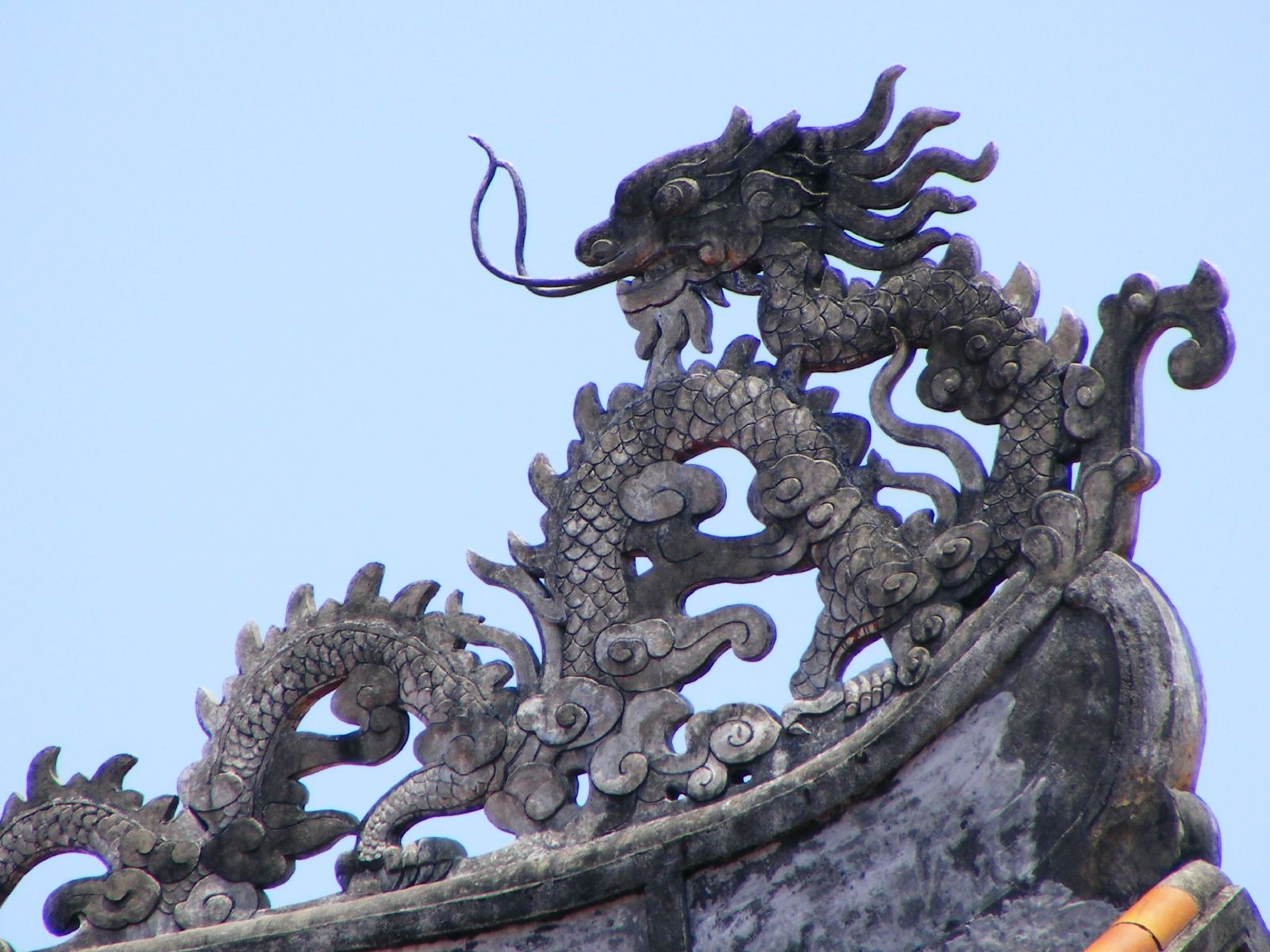
Rồng, sinh vật thần thoại của phương Đông

Nguồn gốc của nhiều sinh vật huyền thoại có thể được tìm thấy trong các tác phẩm từ thời Trung Cổ. Những mô tả nổi lên như là cách để truyền đạt các khái niệm quan trọng và thông điệp thông qua biểu tượng và ẩn dụ chứ không phải là chức năng như giải thích theo nghĩa đen. Một sinh vật huyền thoại phổ biến mà phục vụ chức năng ngụ ngôn trong thời Trung Cổ là con rồng. Con rồng đã được xác định với con rắn, mặc dù thuộc tính của chúng được tăng cường rất nhiều. Con rồng được cho là đã được lớn hơn tất cả các loài động vật khác. Người ta tin rằng con rồng không có chất độc hại nhưng đã có thể giết bất cứ điều gì nó muốn mà không cần phải nọc độc. Kinh Thánh nói về con rồng trong liên hệ đến ma quỷ, và họ đã được sử dụng để biểu thị phạm tội nói chung trong thời Trung Cổ.
Cộng đồng thời trung cổ không chỉ áp dụng các đặc tính huyền thoại với động vật tưởng tượng. Chó cũng đã mang nhiều ý nghĩa thần thoại. Người ta tin rằng trong mật một con chó đực đen có thể như một lá bùa bảo vệ một ngôi nhà từ các loại điều ác. Ngoài ra, đánh dấu vào từ tai trái của một con chó, đeo như một bùa hộ mệnh, được cho là làm giảm tất cả các cơn đau. Con voi được thường xuyên sử dụng cho các mục đích tượng trưng. Như với nhiều cách diễn giải của thế giới của trong thời Trung cổ, ý nghĩa của voi ám chỉ đến tôn giáo. Người ta nói rằng con voi minh họa vẻ đẹp thanh lịch của Thiên Chúa đối với con người. Thiên Chúa tấn phong voi, to lớn về kích thước.

## Một số sinh vật thần thoại

### Hy Lạp
- Medusa trong thần thoại Hy Lạp là một con quỷ thân rắn vô cùng hung dữ, Medusa đã từng là một người phụ nữ xinh đẹp, có mái tóc bồng bềnh quyến rũ. Vì thế Medusa đã tự mãn cho rằng mình còn đẹp hơn nữ thần Athena. Sắc đẹp của Medusa đã thu hút Poseidon. Athena biến nàng Medusa thành nữ quỷ có khả năng hóa đá bất cứ ai nhìn vào đôi mắt chết người đó, biến mái tóc tuyệt đẹp của nàng thành thân rắn; tay của Medusa làm bằng đồng, móng sắc hơn dao. Từ đó, Medusa trở thành nữ quỷ khủng khiếp, chẳng ai còn dám đến gần Medusa, một điều đặc biệt là Medusa không bao giờ làm hại phụ nữ.
- Chimera được cho là một con quái vật xấu xa và đáng sợ. Loài vật này thở ra lửa, có đầu và thân của sư tử, đuôi là một con rắn. Trên lưng nó mọc ra một cái đầu dê và đầu rồng.
- Hydra được mô tả là mang hình thù của một con rắn khổng lồ có nhiều đầu. Con quái vật Hydra này được biết đến với cái tên "Hydra của Lerna" bởi vì nó sống ở trong một đầm lầy thuộc vùng Lernaean, Hy Lạp. Máu của nó có chứa chất độc và hơi thở của nó có mùi hôi đến mức có thể làm chết người. Theo truyền thuyết, việc đánh bại Hydra là điều không thể vì nếu như chặt mất một trong những chiếc đầu của nó thì có nghĩa là sẽ có hai chiếc đầu khác mọc lên thay thế. Nó được biết đến nhiều nhất chính là con quái vật đã bị dũng sĩ Hercules tiêu diệt.
- Cyclops là một con quái vật khổng lồ có một mắt giữa trán. Cyclops được biết đến nhiều là vị thần tốt bụng, làm phụ tá cho thần thợ rèn Hephaistos trong một ngọn núi lửa. Thần thoại Hy Lạp cũng ghi nhận một vài trường hợp Cyclops tấn công con người nhưng Cyclops vẫn là quái vật tốt bụng.
- Minotaur (nhân ngưu) là một quái vật nửa người nửa bò trong thần thoại Hy Lạp. Nó là con quái vật đáng sợ, gieo rắc nỗi kinh hoàng cho toàn đảo Crete nên vua Minos ra lệnh cho Daedalus làm một mê cung để nhốt nó lại. Mỗi năm, ông đem bảy người con trai và bảy người con gái từ Athens vào cho Minotaur ăn thịt.
- Cerberus là con chó ngao ba đầu của Hades với cái đuôi rắn, là con vật canh giữ ở cổng địa ngục. Dù phải trông coi địa ngục, Cerberus vẫn ao ước có được một cái đầu người.
- Typhon được cho là một loại sinh vật to lớn nhất và hình dạng kỳ lạ nhất từng được biết đến từ trước đến nay: mình người với hàng trăm đuôi rắn khác nhau. Typhon âm mưu lật đổ Zeus để trở thành Vua của các vị thần và loài người. Sau những cuộc chiến quy mô tầm cỡ vũ trụ, Zeus đã dùng sấm sét đè bẹp Typhon dưới lòng núi lửa Etna.
- Thần nữ Nymph là những sinh linh thuần khiết của núi rừng, sinh ra từ cây cổ thụ, những dòng sông hay hang động. Vẻ ngoài của họ là những người phụ nữ vô cùng xinh đẹp và thuần khiết, tượng trưng cho sự cao quý, thanh tao. Cũng vì chính vẻ đẹp đó mà họ luôn bị những người đàn ông săn đuổi, bắt về làm vợ. Các Nymph di chuyển rất nhanh, có khả năng tàng hình và khi bị chọc tức, họ có thể tạo ra những cơn lốc thổi bay mọi thứ.
- Catoblepas là con quái vật mình trâu, đầu bò. Theo thần thoại Hy Lạp cổ, Catoblepas cũng xuất thân từ Ethiopia giống Crocotta và có hình dáng là sự kết hợp của mình trâu, đầu bò. Chiếc đầu của Catoblepas luôn hướng xuống đất do cặp sừng quá nặng, bên cạnh đó, chiếc lưng lớn cùng nhiều gai nhọn sẽ bảo vệ chúng khỏi kẻ thù. Vũ khí khiến cho Catoblepas đi vào huyền thoại chính là khả năng giết con mồi bằng hơi thở và ánh nhìn của chúng. Loài trâu lai bò này thường ăn một loại cỏ có độc tính mọc bên sông. Có lẽ chính vì ăn những loại thực vật ấy mà hơi thở của chúng phả ra có thể gây chết người. Đặc biệt hơn, Catoblepas còn có khả năng hóa đá con mồi bằng cách nhìn thẳng vào mắt đối phương.
- Aspidochelone trong thần thoại Hy Lạp là loài rùa khổng lồ. Những con rùa khổng lồ này có mai trông giống như một hòn đảo, có cả cây cỏ và thậm chí là động vật sống trên đó. Chỉ khi nào nổi lửa trên lưng nó, rùa sẽ lặn sâu dưới đáy biển, khiến các thủy thủ bị chết đuối và phá hủy tàu thuyền (đây cũng chính là cách Aspidochelone ăn mồi). Aspidochelone lớn tới nỗi mai của chúng có thể biến thành hòn đảo và có cả cây cỏ, thậm chí động vật tồn tại trên hòn đảo di động này.
- Chim lửa: Loài chim này được miêu tả là cháy sáng trong nền tối của các khu rừng. Nó là loài chim tự thiêu rồi lại tái sinh từ chính tro bụi. Và theo thần thoại của người Hy Lạp, chim lửa chính là họ hàng gần của phượng hoàng. Chim lửa là một loài chim thần kỳ, phát sáng rực rỡ từ trong sâu thẳm rừng sâu và có thể mang đến phước lành cho người chủ của chúng. Chim lửa được mô tả có hình dáng của một con chim lớn với bộ lông sáng rực phát ra màu đỏ, cam và ánh sáng màu vàng hòa với nhau như một ngọn lửa khổng lồ. Lông của chim lửa không ngừng phát sáng ngay cả khi bị rụng ra, cọng lông này có thể thắp sáng một căn phòng lớn.
- Yale là con quái vật hàm lợn, đuôi voi: Yale là một loại được miêu tả trong thần thoại Hy Lạp cổ như một con dê với cặp sừng lớn và có sức mạnh rất lợi hại. Loài vật này có kích thước bằng con hà mã, đuôi giống voi, bộ hàm giống loài lợn và có bộ lông màu vàng hoặc nâu.Tên của chúng bắt nguồn từ một từ có nghĩa là "có thể quay lại" trong tiếng Hy Lạp, ý muốn nói sừng của loài Yale có khả năng quay và thay đổi hướng để tấn công con mồi và đối thủ ở bất cứ phương hướng nào.
- Quái vật Laestrygonians khổng lồ xuất hiện trong trường thi nổi tiếng Hy Lạp - Odyssey của Homer, chỉ có ba từ để miêu tả những con quái vật này, đó là: khổng lồ, thô lỗ và ăn thịt người. Quái vật này xuất hiện trong câu chuyện kể về hành trình trở về nhà của Odysseus sau khi thành Troy bị đánh hạ. Họ nhìn thấy là một con quái vật cao đến 3m, tuy có hình dáng con người nhưng lại rất hung dữ. Nó đã đánh chết một người trong số họ chỉ bằng một cú đấm, uống máu của họ và sau đó, nó còn kêu gọi những con quái vật khác cùng bao vây nhằm tiêu diệt Odysseus cùng người của mình.
- Lamia một nữ quỷ nửa người nửa rắn. Trong một bản văn cổ về truyền thuyết, Lamia chính là một trong số các tình nương yêu quý của thần Zeus. Giận điên người vì ghen tuông, vợ cả của Zeus là nữ thần Hera đã hại Lamia đến mất trí, khiến Lamia ăn thịt luôn những đứa con của mình. Đến khi nhận thức được hành vi tội lỗi của mình, Lamia giận dữ đến mức tự biến mình thành một con quỷ chuyên hút máu trẻ con vì ghen tức với các bà mẹ của chúng.
- Pegasus

### Châu Âu

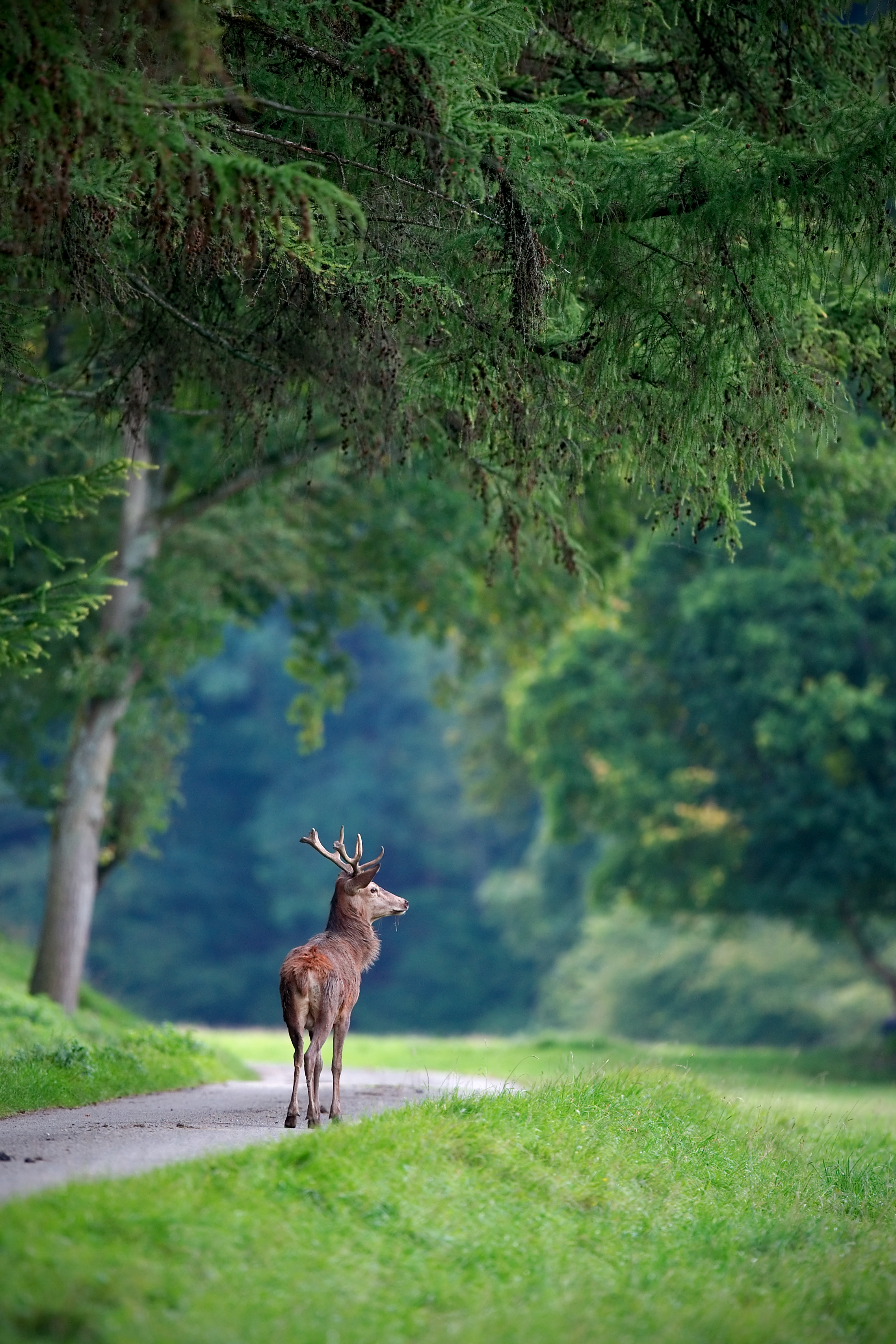
Hươu, một loài vật thường thấy nhưng cũng là sinh vật huyền thoại được tìm thấy trong nền văn hóa Đông-Tây với hình tượng hươu thần thoại (Deer Myth)

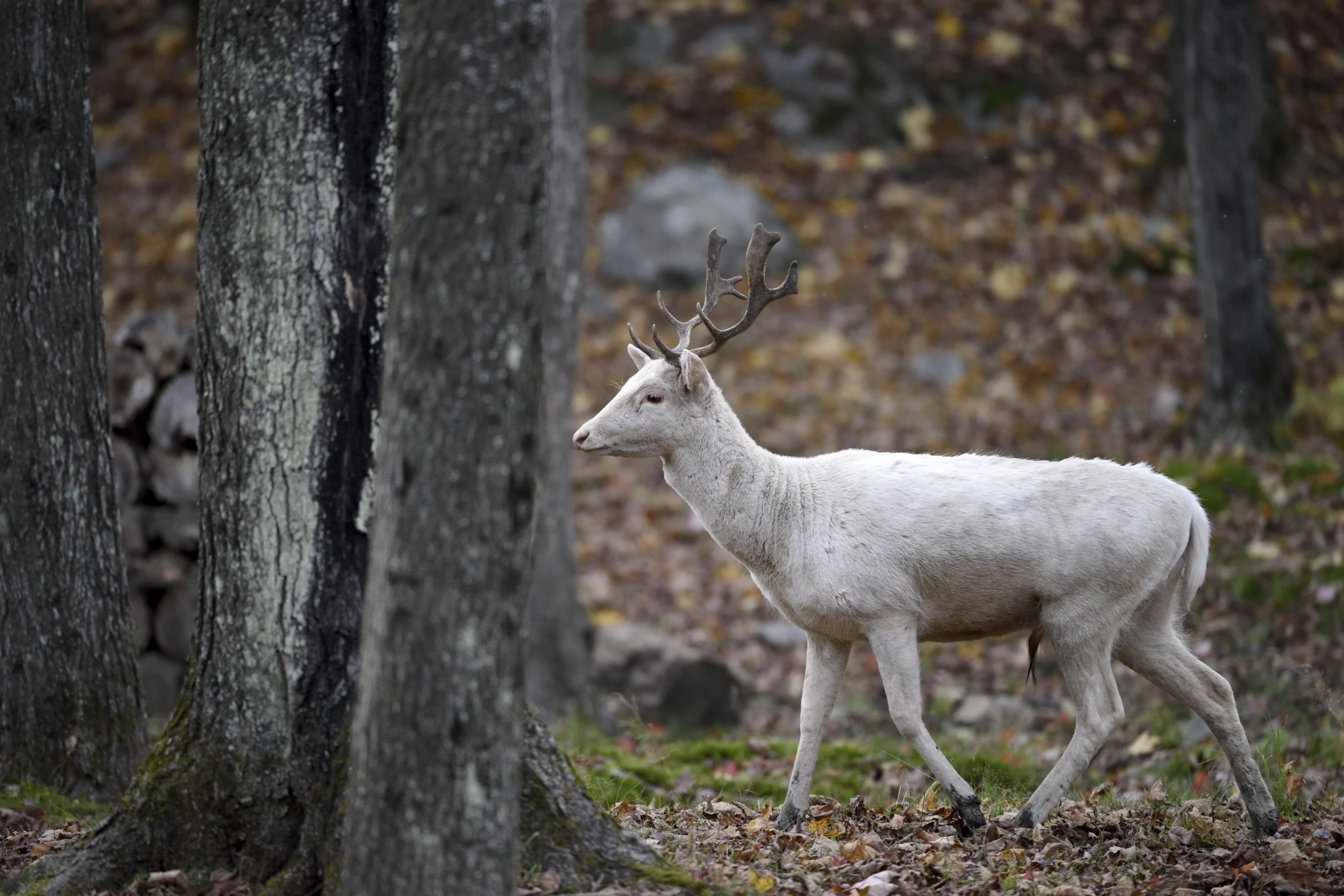
Hươu trắng thần thoại

- Kelpie (hà bá) là quái vật tới từ các con sông và hồ ở Scotland. Nó thường được gọi là ngựa nước bởi hình dáng bên ngoài trong giống một con ngựa bạch. Nhờ vẻ ngoài đẹp rạng rỡ mà Kelpie đánh lừa rất nhiều người, một khi cưỡi lên, nó sẽ đưa nạn nhân tới chỗ nước sâu và ăn thịt. Một dị bản khác của Kelpie là quái vật Glashtyn trên đảo Nykur, Ireland.
- Basilik là một sinh vật kết hợp giữa gà, rắn, dơi và thậm chí nhiều loài vật khác. Theo truyền thuyết, sinh vật huyền thoại này được sinh ra từ một quả trứng gà trống được cóc ấp. Chỉ một hơi thở hay ánh nhìn của Basilik cũng đủ giết chết bất cứ ai.
- Chó ma (Black Shuck) là tên của một con chó sói ma đi lang thang ở Norfolk, Suffolk, Anh. Bóng ma loài này thưởng lởn vởn trong rừng, có hàm răng nanh đen lớn với đôi mắt đỏ ngầu hoặc xanh lá cây như mắt mèo. Những câu chuyện dân gian kể lại rằng, chỉ cần bắt gặp Black Shuck hoặc trực tiếp nhìn vào mắt của nó, thì trong vòng một năm, nạn nhân sẽ lìa đời.
- Strigoi là ma cà rồng của Rumani. Có hai loại Strigoi đó là "Strigoi mort" - ma cà rồng xác chết đội mồ sống dậy và "Strigoi viu" - ma cà rồng sống (hoặc phù thủy). Đầu tiên nó có thể là một con yêu tinh (poltergeist) vô hình quấy rối gia đình bằng việc dời chuyển đồ đạc và đánh cắp thức ăn. Người Rumani tin rằng, nếu có một cuộc sống đau đớn, tiếc nuối, bị mèo đi theo quan tài thì khi chết đi, người ta dễ trở thành Strigoi. Nhiều người khác lại tin, những đứa trẻ khi sinh ra bị dị dạng cũng sẽ trở thành ma cà rồng. Có nhiều cách để chống lại các Strigoi đó là ánh sáng Mặt trời, tỏi và những viên đạn bạc. Khi chết đi, người thân thường để một chai rượu vang xung quanh xác chết trong 6 tuần, nó sẽ khiến người chết sẽ không thể biến thành một Strigoi được.
- Garou Loup là ma sói trong văn hóa của người Pháp. Ma sói này rất đặc biệt, chúng đi bằng hai chân, có thể biến đổi từ sói sang người theo ý thích, nhất là vào những đêm trăng tròn. Đặc biệt, Garou Loup giữ được trí thông minh của con người nên nó cực kỳ nguy hiểm, đáng sợ và tàn nhẫn nhất trong các loài quái vật.
- Gjenganger: Người Bắc Âu tin rằng, khi một người bị chết do bị ám sát hay tự tử, họ sẽ hồi sinh. Nhưng khi đó, họ sẽ trở thành một Gjenganger - con quái vật chuyên đi trả thù. Gjenganger luôn thích bạo lực, ưa lây lan bệnh tật hiểm nghèo truyền nhiễm cho cả một cộng đồng dân cư. Thông thường, chúng thường kẹp nạn nhân lại rồi cắn vào mặt. Bệnh tật từ người chúng sẽ theo nạn nhân và lan truyền, gây ra những đại dịch kinh hoàng.
- Banshee là một ma nữ trong văn hóa Ireland và Scotland. Thực chất, đây là một nàng tiên nữ đơn độc, cô quả sống trong rừng sâu. Hình dạng của Banshee đa dạng, từ xinh đẹp như hoa tới xấu xí khôn cùng. Khi Banshee hét lên, chắc chắn sẽ có một người chết gần đó. Đôi khi, những Banshee lại tốt bụng. Năm 1437, nhiều câu chuyện kể lại rằng, vua James I xứ Scotland đã thoát được vụ ám sát của bá tước Atholl nhờ lời tiên tri của một Banshee.
- Cockatrice là một quái vật có đầu gà trống và phần thân sau của rồng. Chỉ cần nhìn phải mắt của Cockatrice, nạn nhân sẽ biến thành đá ngay tức khắc. Huyền thoại về nọc độc ghê gớm của Cockatrice có thể bắt nguồn từ rắn hổ mang Ai Cập, loài rắn có khả năng phun nọc độc vào đối thủ cách xa vài mét.
- Chằn tinh là quái vật có hình người, nhưng lại hung dữ, gớm guốc và tính cách thì rất độc ác. Chằn tinh có một cái đầu lớn, nhiều tóc và râu, miệng có hai răng nanh khổng lồ và sức mạnh của nó thì đáng kinh ngạc. Chằn tinh xuất hiện trong các truyện thần thoại, cổ tích như những kẻ xấu xa nhất, luôn làm mọi điều ác như: cướp vàng bạc, ăn thịt người, tận diệt các loài vật... Chúng thường thích sống trong rừng sâu, các hang đá heo hút, có mùi hôi thối nồng nặc và hoạt động chủ yếu về đêm.
- Dybbuk: Theo thần thoại cổ của người Do Thái, Dybbuk là những linh hồn quỷ dữ xấu xa và vô cùng ác độc. Chúng có sức mạnh đủ thách thức cả Chúa trời và có khả năng thâu tóm linh hồn người khác. Dybbuk thường trú ngụ trong linh hồn của người sống phải mang theo nỗi oan ức và thù hận vô cùng lớn khi chết đi và không thể siêu thoát. Chúng "nhập" vào người khác để thực hiện việc báo thù của mình. Bất kỳ ai bị chúng "nhập vào" cũng sẽ trở nên hung dữ và phá phách lung tung.
- Nachzehrer ăn thịt người: Trong thần thoại Đức, Nachzehrer được tạo ra khi một người tự tử hoặc bị chết do tai nạn bất ngờ. Theo truyền thuyết của một số vùng khác, khi một dịch bệnh giết chết nhiều người, thì người đầu tiên bị chết trong số đó sẽ biến thành Nachzehrer. Sau khi đội mồ đứng dậy, chúng sẽ tìm đến và ăn thịt chính những người thân trong gia đình mình, bất kể là bố mẹ, anh chị, vợ con... và sau đó mới đến những người khác. Đôi khi, chúng còn ăn thịt chính cơ thể mình để thỏa mãn cơn đói.
- Huginn và Muninn trong thần thoại Na Uy. Loài chim này là biểu tượng của sự thông thái. Nó đã hy sinh đôi mắt của mình để đổi lấy tri thức. Huginn là biểu tượng của Sự khôn ngoan, Muninn là biểu tượng của trí tuệ. Đây cũng là vật quan trọng nhất trong thần thoại Na Uy.
- Ma cà rồng được tạo ra vào năm 1734, ở Rumania huyền thoại ma cà rồng cứ lan rộng ra mãi, bước vào văn hóa dân gian và sau đó là tác phẩm Dracula của Bram Stoker, Theo truyền thuyết, mỗi ma cà rồng đều đã từng là một con người; sau khi bị con ma khác tấn công, chết đi rồi trỗi dậy từ nấm mồ để hóa thân thành con quỷ hút máu khủng khiếp.

### Châu Á

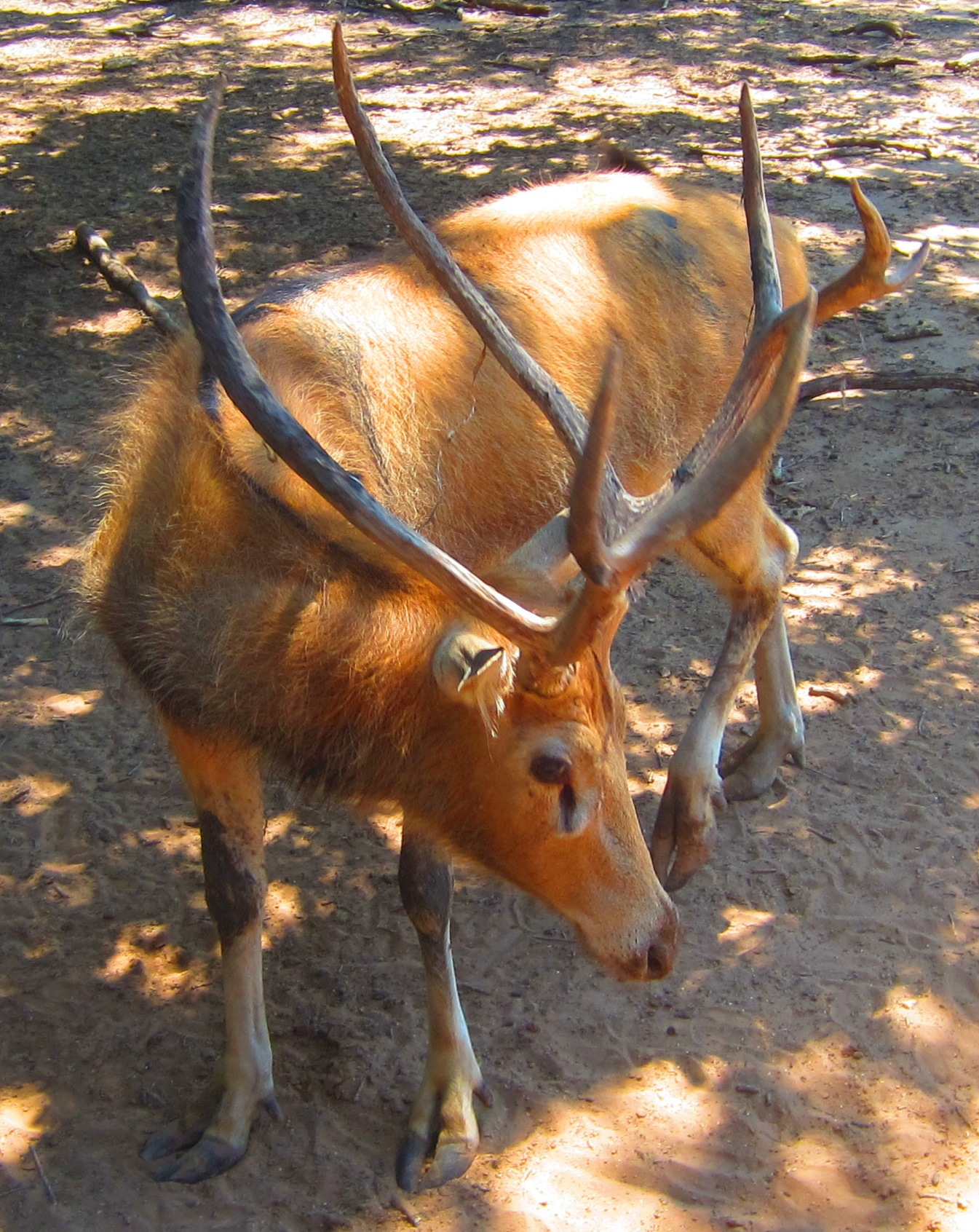
Loài hươu Elaphurus davidianus ở Trung Quốc là loài vật làm nền tảng cho sinh vật Tứ Bất Tượng (bốn điểm không giống) là thú cưỡi của Khương Tử Nha, sừng giống hươu nhưng không phải hươu, mặt giống ngựa nhưng không phải ngựa, tiếng kêu giống bò nhưng không phải bò, đuôi giống lừa nhưng không phải lừa

- Lamastu (còn gọi là Lamashtu), một nữ hung thần dữ tợn luôn tấn công con người. Lamastu được mô tả có đôi cánh, vuốt chim và đôi khi có đầu sư tử. Theo truyền thuyết của Assyrie, Lamastu (con gái của thần bầu trời Anu) chuyên lẻn vào nhà dân lúc đêm khuya để bắt cóc hay giết chết trẻ con hoặc bào thai trong tử cung người đàn bà. Lamastu cũng tấn công cả người lớn, hút máu thanh niên và gây dịch bệnh, chứng vô sinh và những cơn ác mộng. Để tự vệ, các phụ nữ mang thai phải đeo bùa vẽ hình Pazuzu - một hung thần khác, khắc tinh của Lamastu.
- Manticore: Trong hình dạng đầu người mình sư tử, Manticore là quái vật đáng sợ bậc nhất Trung Đông. Người Ba Tư gọi nó là cỗ máy ăn thịt người bởi sự hung bạo, dữ dằn và tàn ác.
- Vetala: Trong những câu chuyện cổ của người Ấn Độ, Vetala được coi là một trong những con quái vật đáng sợ nhất. Sống trong những nghĩa trang, trong hình dạng của một con dơi, loài quỷ này thích đi lang thang để giết trẻ em và vật nuôi. Nhiều tích cổ cũng miêu tả chúng như là kẻ chiếm dữ linh hồn, làm nô lệ hoặc vệ sĩ cho các tên phù thủy xấu xa.
- Kiến Ấn Độ trong thần thoại Trung cổ. Thần thoại kể lại rằng tại một nơi trên Trái đất này có một loài kiến khổng lồ. Chúng có nhiệm vụ canh giữ một kho báu ở những sa mạc xa xôi, nơi con người ít đặt chân đến.
- Vritra: Loài rồng của vũ trụ Vitra một loài rồng tuyệt đẹp, nổi tiếng trong truyền thuyết của Ấn Độ với khả năng hấp thụ tinh hoa trên toàn vũ trụ và cai quản tất cả các ngọn núi vĩ đại. Để thuần hóa được loài vật này, bạn cần phải nắm trong tay quyền uy của sấm sét như vị thần Indra vậy, đáng tiếc là các loại máy phát điện của chúng ta hiện nay dù là công suất lớn nhất cũng sẽ không là đối thủ của Vitra.
- Ananta Shesha 1.000 đầu của Ấn Độ: Ananta được coi là kẻ phá hủy sự sáng tạo và sự sống khi dám nhốt Thần Bảo hộ Vishnu giữa hàng nghìn cái đầu của mình. Là một vị thần rồng rất đáng sợ với những hàm răng khủng khiếp ở mỗi cái đầu, vị thần này cũng gặp phải khá nhiều khó khăn vì khi mỗi cái đầu lại đưa ra một ý kiến.
- Rồng Phật Apalala của Pakistan: Apalala là loài rồng của Pakistan có đầu như một con người, có hai chân và không có cánh, sống ở dòng sông Swat. Apalala cho rằng mình là tín đồ của đạo Phật đã được chính Phật thu nhận làm đệ tử. Khi tìm được sự tĩnh tâm tuyệt đối, Apalala sẽ ban mưa cho người dân địa phương để có những vụ mùa tốt tươi. Tuy nhiên, cư dân trong vùng đã quên mất sự giúp đỡ này, Apalala đã trở nên giận dữ và đã cầu nguyện để trở thành loài rồng ác độc như xưa, chuyên đi gây ra bão lũ và phá hủy đất đai.
- Chim khổng lồ trong thần thoại Ba Tư và Ấn Độ. Loài chim này được miêu tả là cực kỳ nguy hiểm và sẽ dễ dàng trở thành bữa ăn của chúng.
- Quái vật sói lai sư tử Crocotta. Con thú này được mô tả khá giống chó. Nó thường chu du quanh Ấn Độ để tìm người và ăn thịt. Loài này được mô tả là có khả năng bắt chước giọng con người để thu hút nạn nhân, sau đó xé xác họ ra. Theo những câu chuyện thần thoại của Ấn Độ và Ethiopia, Crocotta được miêu tả có hình dáng giống chó lai sói hoặc sư tử lai sói. Con mồi ưa thích của chúng chính là con người.
- Hồ ly tinh

#### Nhật Bản

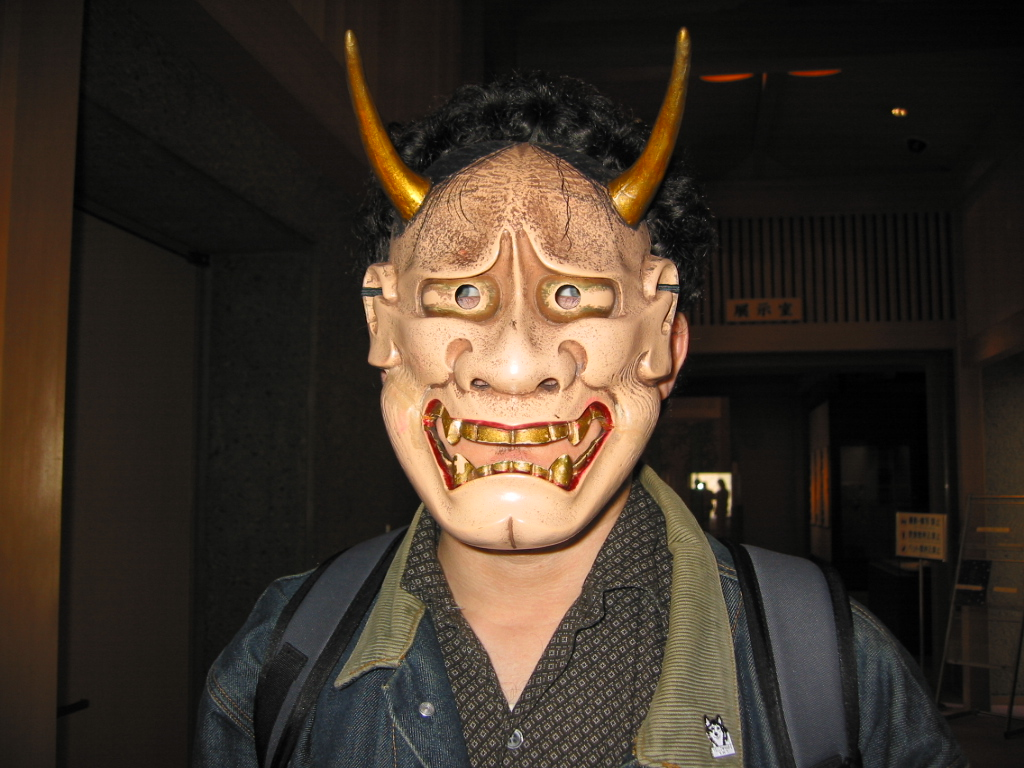
Oni

- Oni có gương mặt ác quỷ với sừng dài, đôi mắt lồi, với nụ cười ác độc để lộ những cái răng nanh sắc nhọn cùng mái tóc xõa. Thân hình chúng có màu đỏ, xanh dương hoặc đen, thường quàng khăn da hổ và cầm một chiếc chùy sắt. Chúng câm lặng, hung ác và hiểm độc.
- Rokurokkubi là thiếu nữ duyên dáng với cái cổ dài Chúng là những con yêu nữ với cái cổ dài và mềm dẻo, linh động. Chúng trông như người bình thường vào ban ngày, nhưng vào ban đêm, chúng vươn dài cổ ra để bí mật theo dõi và khiến mọi người hoảng sợ. Rokurokkubi cũng có khả năng biến khuôn mặt thành những gương mặt quỷ đáng sợ để tăng thêm vẻ đẹp khủng khiếp của mình.
- Yuki Onna là một phụ nữ tuyết, thường xuất hiện trong bộ kimono trắng toát vào những đêm có bão tố. Cô chỉ cần hà hơi lên mặt của những lữ khách lạc đường là họ sẽ lạnh cóng tới chết. Mặc dù mang tiếng là rất độc ác, nhưng bản thân nàng cũng cô đơn và lạnh lẽo như tuyết vậy.
- Kuchisake Onna là người đàn bà bị rạch miệng, được đồn đại là thường lang thang trong đêm với khuôn mặt được che kín. Khi gặp một ai đó bà ta sẽ bẽn lẽn hỏi: "Trông tôi có đẹp không?". Nếu người đó nói có, bà sẽ bỏ mạng che ra, để lộ cái miệng bị rạch nát và hỏi lại câu hỏi đó. Nạn nhân thường sẽ bỏ chạy và la hét, Kuchisake Onna sẽ đuổi theo, nếu tóm được: nam sẽ bị giết và nữ sẽ bị biến thành một Kuchisake Onna khác.
- Noppera Bou hay ma vô diện: Con ma này chủ yếu chỉ dọa dẫm con người, còn ngoài ra thì vô hại. Đầu tiên, chúng xuất hiện như những người bình thường, đôi khi đóng vai một người giống với nạn nhân, sau đó chúng sẽ từ từ khiến các bộ phận trên mặt biến mất, để lại một khuôn mặt trống trơn trên một nền da mịn, không mắt, không mũi, không mồm.
- Hitosume là yêu tinh một mắt Là yêu tinh một mắt, theo nghĩa đen là có một con mắt lớn ngay giữa mặt. Nó trông giống như cái đầu cạo trọc của thầy tu. Nó không gây ra những trò bịp bợm, nhưng vẫn làm con người kinh sợ.
- Tengu là một loại quỷ có cái mũi rất dài và mặt đỏ. Nó thường mặc một bộ quần áo của yamabushi (thầy tu sống ở trên núi) và đi một đôi guốc gỗ rất cao. Tengu có sở thích là bắt cóc trẻ em và phụ nữ. Tengu là những sinh vật nửa người nửa quạ, có mỏ chim lớn, sở hữu một đôi cánh lớn với những lông vũ đen dài và bộ móng vuốt nhọn sắc. Chúng có thể bay từ chỗ này sang chỗ khác chỉ trong nháy mắt. Tengu là những bậc thầy trong nghệ thuật biến hình.Cũng giống như nhiều loài yêu quái khác, chúng thích sử dụng khả năng này để trêu chọc, lừa gạt con người nhưng ít khi giết người ăn thịt. Tuy có hình dạng khá giống người, Tengu lại có cách sống của loài chim. Chúng nở ra từ những quả trứng rất lớn và làm tổ ở các cây cổ thụ trên núi cao.
- Kappa có hình dạng giống khỉ hoặc ếch hơn là giống người. Điểm đặc trưng của loài thủy quái này là có một cái đĩa trên đầu để đựng nước, chừng nào cái đĩa còn đầy nước thì Kappa còn sức mạnh. Nó có mũi khoằm, mắt tròn, 4 chi có màng. Chúng sống ở cả trên bờ lẫn dưới nước, chuyên dìm chết nạn nhân sau đó hút hết nội tạng.
- Baku là một con yêu quái tốt bụng trong thần thoại Nhật Bản. Đúng như tên gọi của mình, chúng ăn những giấc mơ, đặc biệt là ác mộng.
- Kerakera Onna và những tràng cười rùng rợn, con ma kì quặc với những tràng cười rùng rợn này tên là Kerakera onna. Đối với một số người, không gì tồi tệ hơn việc bị cười vào mặt, với họ, một con ma suốt ngày chỉ biết cười như Kerakera Onna là loại ma kinh khủng nhất. Nhưng đồng thời, Kerakera Onna cũng được rất nhiều người yêu mến, vì họ cho rằng nó mang đến tiếng cười, niềm vui cho mọi người.
- Teru Chan sinh ra trong ngày mưa. Đây là con ma vô cùng đặc biệt. Cứ ngày mưa, nó sẽ hiện ra để chuyện trò cùng với người ta.
- Karakasa là một kẻ chuyên đi lừa gạt và rất thích dọa nạt con người. Tuy nhiên, chúng cũng rất thích chơi đùa. Chúng sẽ rất hạnh phúc khi được chơi với bất cứ ai, đặc biệt là những người có vẻ ngoài trẻ con. Karakasa rất thích bay lượn lòng vòng trong những ngày trời mưa.
- Namahage Namahage là một con ma sống ở các vùng nông thôn và người dân phải cúng tế thực phẩm cho nó thường xuyên, cùng một người phụ nữ mỗi năm.Vào đêm giao thừa, chúng sẽ tới từng nhà gỡ cửa, dọa dẫm những người lười biếng. Dù có khuôn mặt vô cùng dữ tợn nhưng Namahage lại đặc biệt sợ những đứa trẻ chăm chỉ, học tốt và yêu lao động.
- Kiyo là kẻ hầu bàn thét ra lửa: Kiyo tiền thân chỉ là một nữ phục vụ trà bình thường ở Nhật Bản. Tuy nhiên, như người xưa có câu "Không gì đáng sợ hơn khi một người phụ nữ bị khinh rẻ", Kiyo đã tự học cách biến mình thành rồng sau khi bị một vị linh mục hắt hủi.Trong hình dáng của một con rồng, cô đã đến thăm tu viện ở địa phương và hút hồn vị linh mục và sau đó giết hại ông ta. Với Kiyo, bạn sẽ chỉ sống sót được với cô ta nếu bạn có lòng trung thành tuyệt đối mà thôi.
- Akaname:Theo dân gian Nhật Bản, loài yêu quái này chuyên liếm láp những nhà tắm bốc mùi...Một Akaname có da màu đỏ và lưỡi rất dài. Theo dân gian Nhật Bản, người ta cho rằng Akaname là một sinh vật có hình dáng giống con người. Nó có làn da màu đỏ nổi đầy mụn cóc cùng một chiếc lưỡi dài như lưỡi cóc, chuyên để liếm các chất cặn bẩn, tích tụ lâu ngày trong nhà tắm. Akaname liếm những vết bẩn mà con người còn bỏ sót trong nhà tắm.
- Ma ô Karakasa Kozo có dáng vẻ kỳ lạ nhưng tính tình thì khá trẻ con. Karakasa Kozo là một loại yêu quái có hình dáng chiếc ô ở Nhật Bản, xuất hiện khá nhiều trong các hình vẽ dân gian. "Ma ô" luôn gây sợ hãi, đôi khi là hài hước cho mọi người xung quanh vì dáng vẻ kỳ lạ của nó.Dáng vẻ kỳ lạ của "Ma ô"...Karakasa Kozo dịch ra nghĩa là "thằng nhãi dù nan tre". Yêu quái này ở mỗi địa phương còn được gọi bằng nhiều tên khác nhau như Karakasa Obake, Kasa Obake, Kasabake và đều có nghĩa chung là "ma ô".
- Ningen là một từ Nhật Bản có nghĩa "con người". Nhưng rõ ràng có điều gì đó chắc chắn không phải con người chút nào về những câu chuyện Ningen sống ở các vùng nước Nam cực. Những quái vật biển này có màu trắng và nghe nói dài tới 30 mét. Ningen có mặt và mũi giống người, nhưng những mô tả về thân hình rất khác nhau. Chúng có vây, hay tay và chân, hoặc thỉnh thoảng có bàn tay có ngón và vây thay vì chân, giống nàng tiên cá. Những phát hiện về Ningen có thể là tảng băng trôi, cá voi, cá heo, cá đuối, hay có thể là do người thấy uống quá nhiều rượu.
- Youkai (Yêu quái) Youkai theo nghĩa đen có nghĩa là "ma quỷ làm mê mẩn". Chúng bao gồm những con quái vật, yêu tinh và ma cà rồng. Chúng luôn xuất hiện vào lúc rạng sáng hoặc lúc trời nhá nhem tối. Không như Yuurei - những linh hồn của cái chết và gây ra nỗi sợ hãi rõ rệt, Youkai mang sự khôi hài, kỳ dị và tinh quái có thể hiểu theo 1 hướng nào đó.
- Kitsune trong tiếng Nhật có nghĩa là cáo. Loài cáo là loài phổ biến trong văn hóa dân gian Nhật Bản, những câu chuyện dân gian miêu tả chúng sở hữu trí thông minh ưu việt, tuổi thọ cùng với sức mạnh ma thuật rất cao. Điểm dễ thấy nhất ở Kitsune là nhiều đuôi, chúng có thể có đến 9 đuôi. Một Kitsune càng có nhiều đuôi thì càng mạnh và tuổi đời càng lớn, cứ mỗi 100 năm tuổi thì một cái đuôi sẽ mọc thêm. Như vậy thì sau 800 năm, một Kitsune sẽ có đủ 9 đuôi (1 cái mọc lúc mới sinh, tám cái mọc trong quá trình sống). Khả năng mạnh nhất của một Kitsune là tạo ảo giác.
- Maneki Neko (Mèo vẫy gọi) Khác với ma quỷ hay yêu quái, Maneki Neko hay "Mèo vẫy gọi" là một linh vật phổ biến ở Nhật. Đó là hình chú mèo đang vẫy một chân trước, được làm bằng gốm, mang ý nghĩa đem lại may mắn cho chủ nhân của nó. Maneki Neko được đặt ở cửa ra vào ở các cửa hàng, nhà hàng và các dịch vụ kinh doanh khác. Những chú mèo vẫy chân trái được cho là mang lại nhiều khách hàng cho các cửa hàng, vẫy chân phải mang may mắn và sự giàu có và vẫy cả hai là mang lại may mắn cho gia đình. Một số người còn tin rằng, chân mèo càng vẫy cao thì càng nhiều tài lộc tới với mình.
- Jorōgumo phát âm là Joro-Gumo là một dạng yêu quái Nhật Bản (Yōkai) trong văn hóa dân gian Nhật. Đây là một dạng ma nhện hay nhện tinh, là một con yêu quái nhện dưới lốt của một người phụ nữ. Loài nhện được nhắc đến ở đây chính là những con nhện thuộc loài nhện Jorō (Nephila clavata). Truyền thuyết đáng sợ về Joro-Gumo bắt đầu xuất hiện từ thời kỳ Edo (1603-1868), từ thời điểm này, trong dân gian xuất hiện và lưu truyền câu chuyện về Joro-Gumo.
- Quái vật Nue: Trong truyền thuyết, Nue là một con vật to lớn, hình thù dị hợm, mang trên mình bộ phận của tất cả các loài vật khác. Người ta kể rằng, năm 1153, hoàng đế Konoe gặp những cơn ác mộng mỗi đêm và đổ bệnh. Sau này, một người tài giỏi là Yorimasu Minamoto phát hiện ra mỗi khi vua ngủ, một đám mây đen lại bay tới trên cung điên. Ông ta bắn tên vào đó, một con Nue chết và vua Konoe khỏi bệnh.
- Rồng Nhật Bản: Con rồng là sinh vật huyền thoại trong truyền thuyết và văn hóa dân gian Nhật Bản. Huyền thoại về rồng ở Nhật Bản là sự pha trộn những câu chuyện từ Trung Quốc, Hàn Quốc và Ấn Độ, nhưng đặc biệt bị ảnh hưởng nhiều bởi con rồng Trung Hoa. Giống như những con rồng châu Á khác, người Nhật Bản coi chúng là vị thần nước điều khiển mưa gió, hình dạng lớn, uốn khúc, không cánh, với những bàn chân có móng vuốt. Có quan niệm cho rằng, chúng có thể biến ước mơ của con người thành hiện thực.
- Ryūjin là loài rồng mạnh mẽ của biển cả. Ryūjin đại diện cho sức mạnh của đại dương trong các truyền thuyết Nhật Bản. Loài rồng này có khả năng biến hóa thành hình dạng của con người, nó làm chủ một cung điện dưới đáy biển với quản gia là loài rùa biển, người làm vườn là các loài san hô và cận thần là loài sứa.
- Rồng tóc dài Nure-onna của Nhật Bản: Người dân Nhật Bản có truyền thuyết về một loài thú giống như rồng với cái đầu như một người phụ nữ tóc dài và phần thân là của một con rắn dài tới 300m với các móng vuốt, răng nanh nhọn hoắt. Nure-onna nhiều khi bị tưởng là "cô thợ gội đầu" cho các vị thần rồng, nghe có vẻ không nguy hiểm lắm, tuy nhiên tính tình đỏng đảnh của cô ấy là một mối nguy hại cho bất kì kẻ ngốc nào đến gần khi Nure-onna đang chăm chú tỉa tót cho mái tóc của mình.
- Kuzuryu (Rồng chín đầu Nhật Bản): Được coi là đỉnh cao của huyền thoại trong thời kỳ Nara ở Nhật Bản, câu chuyện về rồng Kuzuryu nói về một sinh vật chín đầu sống ở hồ Ashi (Hakone) đòi ăn thịt cư dân nơi đây. Để tìm cho ra được người hiến tế, người dân nơi đây đã chọn cách bắn mũi tên trắng lên không trung, mũi tên cắm vào đất nhà ai thì con gái nhà đó sẽ trở thành bữa ăn cho Kuzuryu.

### Đông Nam Á
- Aswang là loài quái vật phổ biến nhất của Philippines. Ban ngày, chúng ẩn nấp trong hình dáng con người và sau đó biến thành các loài động vật khác vào ban đêm. Chúng đột nhập vào nhà tang lễ để ăn cắp các xác chết, lẻn vào các ngôi nhà để cắn, hút máu người và biến nạn nhân thành đồng loại. Món ăn ưa thích nhất của Aswang là thai nhi, do đó, trong một số câu chuyện truyền lại, trước cửa nhà của những người phụ nữ mang thai thường có vài nhóm người bảo vệ cô khỏi các loài động vật đi qua - đề phòng trường hợp chúng là những con Aswang biến hình.
- Manananggal được coi là một loài đặc biệt của Aswang. Chúng còn có tên khác là "Tik Tik" theo âm thanh chúng tạo nên khi bay, chúng gần giống với Penanggalan của Malaysia nhưng con quái vật Philippines trông rất giống dơi, chúng dùng lưỡi của mình để hút máu thai nhi chưa ra đời. Nạn nhân của chúng được cho là những đứa trẻ sinh ra bị dị dạng khuôn mặt. Để chống lại chúng, người dân thường sử dụng tỏi, muối hoặc tro. Chúng mang hình dáng một người phụ nữ xinh đẹp với cánh dơi lớn, cái miệng đáng sợ cùng chiếc lưỡi dài như chiếc vòi. Phần nửa dưới cơ thể của chúng bám gốc xuống đất trong khi phần trên tách ra để bay đi tìm kiếm thức ăn. Manananggal đặc biệt thích máu người và trái tim của trẻ con. Cũng giống như ma cà rồng phương Tây, Manananggals ghét tỏi và muối. Treo tỏi hoặc đặt một bát muối gần cửa sổ là cách tốt nhất để đuổi chúng đi.
- Tiyanak: đôi khi là con lai giữa người-quỷ, cũng có thể là những đứa trẻ bị chết do bị bỏ rơi và chúng quay lại để trả thù. Tiyanak thường sống trong rừng, giả giọng một em bé khóc lóc từ sâu trong rừng và dụ người khác đi theo tiếng khóc đó. Khi họ đi vào giữa rừng và giang tay giúp đỡ, Tiyanak lộ nguyên hình là một con quái vật lớn với hàm răng sắc nhọn. Nó ăn thịt người đó và biến trở lại thành một em bé để chờ những nạn nhân tiếp theo.
- Kaperosa là một cô gái trẻ bị cưỡng hiếp và giết hại bởi hai binh sĩ Nhật Bản trong Thế chiến thứ II biến thành. Nhiều người nói, họ thường nhìn thấy Kaperosa không có mặt hoặc một khuôn mặt đầy máu lang thang trong các tòa nhà trống, gần rừng và trên vách đá. Kaperosa cũng là nguyên nhân của khá nhiều vụ tai nạn xe hơi bởi những người lái xe sẽ giật mình khi nhìn vào gương chiếu hậu của họ và thấy một phụ nữ trẻ ở ghế sau mặc một váy trắng với khuôn mặt đầy máu.
- Tikbalang là ngựa quỷ trong tín ngưỡng dân gian Philippines. Con quỷ này có đầu và chân ngựa, cơ thể người và các chi rất dài. Chúng ẩn trốn trong rừng, đặc biệt rất hay cưỡng hiếp phụ nữ và để họ mang thai ngựa quỷ Tikbalang con.
- Penangglan là loại ma cà rồng của Malaysia. Con quái vật này có hình dáng một người phụ nữ, khuôn mặt sắc sảo, trái tim nằm ở cổ, thân là "bộ lòng người". Penangglan bay lơ lửng vào ban đêm, chuyên ăn thịt các bà mẹ đang mang thai hoặc trẻ sơ sinh. Theo nhiều truyền thuyết, quái vật này còn có tên gọi khác như Hantu Penanggal, Leyak, Krasue... Bình thường, chúng giống như một người phụ nữ bình thường và chỉ lộ nguyên hình khi bị giật mình. Nó sợ dấm nên để đối phó với con ma này là tắm cho trẻ em hoặc phụ nữ bằng nước có pha giấm.

### Nam Mỹ
- Yacumana là một quái vật sống dưới nước thời cổ xưa tại dòng sông Amazon. Trong các truyền thuyết, nó là một con rắn khổng lồ với đầu có sừng, dài tới hơn 50m và luôn đói ăn, khát máu. Yacumana tấn công con mồi bằng cách phun nọc độc bất tỉnh rồi ăn thịt.Ngày nay, nhiều nhà khoa học cho rằng, con vật này thực tế có nét tương đồng với loài trăn Nam Mỹ khổng lồ (dài khoảng 20m) trong các rừng mưa nhiệt đới. Rất có thể Yacumana chính là trăn Nam Mỹ và được người cổ xưa cường điệu hóa.
- El Cuero trong tiếng Chile có nghĩa là "quái vật da bò". Đây là quái thú huyền thoại sống ở vùng hồ Lacar ở dãy núi Andes, thân hình loe rộng với cái đầu không có lông và xương sống. Truyền thuyết về loài này có lẽ bắt nguồn từ hình ảnh con cá đuối gai độc nước ngọt mặc dù theo như mô tả, El Cuero lớn hơn rất nhiều, sở hữu cặp mắt lồi ra như càng và có cái miệng cực lớn dùng để hút máu nạn nhân.
- Encantado (còn có tên khác là Mohana) thực chất là một con cá heo, nhưng có quyền lực của quỷ dữ, có thể biến hóa thành con người. Trong tiếng Bồ Đào Nha nó có nghĩa là "một kẻ quyến rũ". Để nhận ra Encantado, hãy nhìn dưới mũ của chúng: trên đầu Encantado luôn có những vết như bị hói đầu song hóa ra, đó là những lỗ phun nước trên mình cá heo trá hình. Thường thì Encantado rất thân thiện, tuy nhiên, đôi khi chúng cũng thôi miên và bắt cóc những phụ nữ trẻ và đem họ về thành phố ngầm Encante của chúng. Những phụ nữ trẻ này nếu trốn thoát được và quay trở lại thì cũng mang thai một em bé Encantado.
- Bufeo Colorado là con cá heo hồng biết biến hình đi hãm hại các cô gái. Trong thổ ngữ Amazon, cá heo hồng được gọi là Bufeo Colorado. Xung quanh Bufeo Colorado có rất nhiều câu chuyện kỳ quái. Bufeo Colorado thường xuyên hóa thành những ngư dân đẹp trai, quyến rũ. "Anh ta" sử dụng vẻ ngoài đó để dụ dỗ các cô gái nhà lành và quan hệ tình dục với họ. Những nạn nhân này sau đó sẽ mang thai và đẻ ra một con cá heo màu hồng. Các cô gái trẻ, đẹp là mục tiêu của các Bufeo Colorado khi hóa thành người.
- Huallepen hay Guallipen là một loài quái vật Chile với đầu dê, thân cừu và bàn chân xoắn lại. Con quái vật này sống ở những vùng sông, hồ, giao phối với những loài thú nuôi trong nhà và tạo ra những động vật biến dạng thành quái thú. Ngay cả khi chỉ nhìn thấy những con Huallepen thôi cũng có thể khiến một phụ nữ đang mang thai sinh ra những đứa trẻ bị biến dạng.
- La Lupuna là loài cây biết nguyền rủa La Lupuna là tên gọi những cây cổ thụ lớn trong rừng Amazon. Trong văn hóa địa phương, đây là những cây thần sở hữu những đặc tính kỳ diệu, có khả năng nguyền rủa bất cứ ai xâm phạm rừng già hoặc xúc phạm chúng. Cũng vì thế La Lupuna còn được mệnh danh là cây phù thủy.
- Pirarucu là tên một loài cá nước ngọt sống ở khu vực Amazon với kích thước khổng lồ. Theo thổ dân địa phương, Pirarucu từng là một chiến binh của bộ lạc Uaias tới từ Tây Nam Amazon. Pirarucu có thể dài tới 3m, nặng 200 kg và có khuôn mặt vô cùng dữ tợn. Trong truyền thuyết, Pirarucu là một chiến binh khỏe mạnh và chiến đấu vô cùng dũng cảm.
- La Tanrrilla là loài chim tạo bùa yêu sống ven bờ sông trung tâm Guatemala và phía Bắc Brazil, loài vạc nhiệt đới có đôi chân dài La Tanrrilla được mệnh danh là "chim phù thủy".Sở dĩ như vậy vì xương chân của La Tanrrilla có thể sử dụng làm bùa yêu.
- Ao Ao của người Guarani, Tây Ban Nha. Loài này được miêu tả là giống với cừu hay lợn cỏ pêcari (ở Trung và Nam Mỹ). Nó thực sự là một con quái vật với những chiếc răng nanh. Tên gọi của nó xuất phát từ âm thanh nó phát ra. Chỉ có thể thoát được loài này khi chạy quanh một loại cây linh thiêng. Khi làm như vậy, nó sẽ bị mất phương hướng và không còn chạy theo nữa.

### Khác
- Quỷ Wendigo: Sinh vật thần thoại này được nhắc đến nhiều ở miền Bắc Hoa Kỳ và Canada. Chúng được biết đến là một con quái thú độc ác, thích ăn thịt người và có khả năng biến hình thành con người. Chúng được miêu tả vô cùng gầy, da khô héo đến mức gần như dính chặt vào xương. Làn da của Wendigo có màu xám tro của cái chết, đôi mắt lõm sâu so với chiếc cằm nhô ra của chúng. Wendigo trông không khác gì một bộ xương hốc hác đi ra từ ngôi mộ. Không dừng lại ở đó, Wendigo còn là hiện thân của tật ham ăn, tham lam và không bằng lòng với hiện tại. Chúng luôn thích biến hình giống con người và săn tìm những con mồi mới.
- Quái vật cây ăn thịt người Ya-te-veo: Nhiều tài liệu ghi lại, cây ăn thịt người Ya-te-veo của vùng Madagascar và được người dân bộ tộc Mkodo ở đây tôn thờ như một linh vật đặc biệt. Họ thường tổ chức lễ hiến sinh cho cây với lễ vật là các thiếu nữ trẻ. Khi bắt đầu buổi lễ, các thiếu nữ bị bắt uống thật nhiều nhựa cây. Sau đó, họ bị quẳng vào giữa bụi cây. Những chiếc lá chậm rãi vươn ra, phủ kín nạn nhân. Những chiếc tua dài gớm ghiếc siết chặt lấy cô gái tội nghiệp. Càng giãy thì chúng càng siết chặt. Một vài ngày sau, người ta sẽ chỉ còn thấy xương của nạn nhân vướng trong đám tua chằng chịt.
- Quỷ Yara-Ma-Yha-Who: Quái vật này là một con ma cà rồng Úc trong văn hóa dân gian của người da đỏ bản địa. Nó có màu đỏ, thân hình lùn, có chân tay nhưng không có răng. Điều này khá bất thường so với một con ma cà rồng hút máu người. Quái vật Yara-Ma-Yha-Who đợi trên cây cho tới khi nạn nhân dừng lại ở bên dưới, sau đó nhảy xuống dưới và hút máu nhờ những ống hút trông giống như vòi bạch tuộc.
- Taniwha là quái vật của người Maori New Zealand, Taniwha, sống ở đại dương nhưng cũng lảng vảng vào các sông, hồ và các hang động có nước của New Zealand. Nó giống một con cá mập, rồng, cá voi hay sự biến chuyển hình dạng để có thể giống như các con vật đó. Quái vật này ăn thịt người. Trong một số truyền thuyết, quái vật Taniwha là người bảo vệ bộ tộc hay bảo vệ cá nhân, nhưng vẫn là mối nguy cho những người ngoài. Taniwha được đặt tên theo các nhân vật trong những câu chuyện của người Polynesia hay Maori cổ.
- Chim sấm